# Gerry Bron
Gerry Bron (1. března 1933 – 19. června 2012) byl britský hudební producent a manažer hudebních skupin.
Jeho nahrávací značka, Bronze Records, byla domovskou pro mnohé z populárních skupin.
Je bratrem herce Eleanor Brona a potomkem židovské rodiny, původem z Východní Evropy. Jeho otec si zkrátil příjmení z „Bronstein“ na „Bron“, když zakládal Bron's Orchestral Service.

## Seznam vybraných produkcí Gerry Brona
- Uriah Heep:
  - Look at Yourself (1971)
  - Demons & Wizards (1972)
  - The Magician's Birthday (1972)
  - Uriah Heep Live (1973)
  - Sweet Freedom (1973)
  - Wonderworld (1974)
  - Return to Fantasy (1975)
  - High and Mighty (1976)
  - Innocent Victim (1977)
  - Firefly (1977)
  - Fallen Angel (1978)
  - Conquest (1980)
- Bonzo Dog Doo-Dah Band:
  - Gorilla) (1967)
  - The Doughnut in Granny's Greenhouse (1968)
- Juicy Lucy:
  - Juicy Lucy (1968)
  - Lie Back and Enjoy It (1970)
- Colosseum:
  - Those Who Are About to Die Salute You (1969)
  - Valentyne Suite (1969)
  - The Grass Is Greener (1970)
  - Daughter of Time (1970)
  - Colosseum Live (1971)